# Indonesische Badmintonmeisterschaft 1997
Die Indonesische Badmintonmeisterschaft 1997 fand vom 29. Oktober bis zum 2. November 1997 in Bandung statt.

## Sieger und Platzierte
| Disziplin    | Gold                          | Silber                         | Bronze                                  |
| ------------ | ----------------------------- | ------------------------------ | --------------------------------------- |
| Herreneinzel | George Rimarcdi               | Heryanto Arbi                  | Hendrawan                               |
| Herreneinzel | George Rimarcdi               | Heryanto Arbi                  | Yudi Suprayogi                          |
| Dameneinzel  | Mia Audina                    | Ellen Angelina                 | Lidya Djaelawijaya                      |
| Dameneinzel  | Mia Audina                    | Ellen Angelina                 | Melisa Dewi                             |
| Herrendoppel | Sigit Budiarto Candra Wijaya  | Rexy Mainaky Ricky Subagja     | S. Antonius Budi Ariantho Denny Kantono |
| Herrendoppel | Sigit Budiarto Candra Wijaya  | Rexy Mainaky Ricky Subagja     | Darmawan Andreas Albert                 |
| Damendoppel  | Eliza Nathanael Zelin Resiana | Indarti Issolina Deyana Lomban | Eti Tantra Cynthia Tuwankotta           |
| Damendoppel  | Eliza Nathanael Zelin Resiana | Indarti Issolina Deyana Lomban | Ellen Angelina Nonong Denis Zanati      |
| Mixed        | Tri Kusharyanto Zelin Resiana | Bambang Suprianto Eti Tantra   | Flandy Limpele Nonong Denis Zanati      |
| Mixed        | Tri Kusharyanto Zelin Resiana | Bambang Suprianto Eti Tantra   | Sandiarto Finarsih                      |

## Finalresultate
| Disziplin    | Sieger                        | Finalist                       | Ergebnis          |
| ------------ | ----------------------------- | ------------------------------ | ----------------- |
| Herreneinzel | George Rimarcdi               | Heryanto Arbi                  | 8–15, 18–15, 15–2 |
| Dameneinzel  | Mia Audina                    | Ellen Angelina                 | 11–3, 12–9        |
| Herrendoppel | Sigit Budiarto Candra Wijaya  | Rexy Mainaky Ricky Subagja     | 15–12, 15–12      |
| Damendoppel  | Eliza Nathanael Zelin Resiana | Indarti Issolina Deyana Lomban | 17–14, 18–13      |
| Mixed        | Tri Kusharyanto Zelin Resiana | Bambang Suprianto Eti Tantra   | 18–15, 15–8       |